# Kozłówka (powiat lubartowski)
Kozłówka – wieś w Polsce położona w północnej części województwa lubelskiego, w powiecie lubartowskim, w gminie Kamionka. Leży 9 km na zachód od Lubartowa i 26 km na północ od Lublina. 
We wsi znajduje się zespół pałacowo-parkowy Zamoyskich (obecnie muzeum) oraz Kozłowiecki Park Krajobrazowy. Miejscowość jest odwiedzana przez turystów podczas Lubartowskiego Święta Roweru.
Wieś stanowi sołectwo gminy Kamionka. Według Narodowego Spisu Powszechnego (III 2011 r.) wieś liczyła 801 mieszkańców.

## Części wsi
| SIMC    | Nazwa            | Rodzaj    |
| ------- | ---------------- | --------- |
| 1020306 | Kolonia Kozłówka | część wsi |
| 1020358 | Nowiny           | część wsi |
| 1020393 | Sachalin         | część wsi |
| 1020424 | Wielocha         | część wsi |

## Historia
Według autorów „Osad zaginionych i o zmienionych nazwach (...)“ osada powstała najpewniej w XVI wieku, skoro pierwszy raz zanotowana została w 1563 r. jako Kozielkowa Wola. W 1580 r. zapisano ją już krócej: Kozielkowka. Od 1611 r. następnie w roku 1626 i później już tylko Kozłówka.
Dawniej istniała gmina Kozłówka.
W latach 1954–1959 wieś należała i była siedzibą władz gromady Kozłówka, po jej zniesieniu w gromadzie Kamionka. W latach 1975–1998 miejscowość administracyjnie należała do ówczesnego województwa lubelskiego.
W pałacu w Kozłówce kręcono amerykańsko-brytyjski film wojenny z 2004 – Aryjska para.